# Peter van Eyck
Peter van Eyck, född 16 juli 1911 i Steinwehr, Pommern, Kejsardömet Tyskland (nu Kamienny Jaz, Polen), död 15 juli 1969 i Zürich, Schweiz, var en tysk-amerikansk skådespelare. Han hade amerikanskt medborgarskap sedan 1943. Han filmdebuterade samma år och kom att ha mindre roller i Hollywoodfilmer under 1940-talets mitt. Efter andra världskrigets slut medverkade han växelvis i tyska, franska och amerikanska filmer.

## Filmografi
- 1943 – Månen har gått ned
- 1943 – Vägen till Cairo
- 1943 – De anföll i gryningen (ej krediterad)
- 1949 – Hallo, Fräulein!
- 1950 – Königskinder
- 1950 – Våld i hemlighet
- 1953 – Fruktans lön
- 1953 – Stilla havets hjälte
- 1954 – Spelet om kärleken och ödet
- 1954 – Nattmänniskor
- 1955 – Herr Satan själv
- 1955 – I polisens nät
- 1956 – Fly för livet
- 1958 – Den smygande döden
- 1958 – Rosemarie – glädjeflickan
- 1959 – Knallhård ungdom
- 1960 – Doktor Mabuses 1000 ögon
- 1961 – En fredag halv 12
- 1962 – Den längsta dagen
- 1963 – Heta förbindelser
- 1965 – Spionen som kom in från kylan
- 1969 – Bron vid Remagen